# Ficus velutina
Ficus velutina är en mullbärsväxtart som beskrevs av Alexander von Humboldt, Amp; Bonpl. och Carl Ludwig von Willdenow. Ficus velutina ingår i släktet fikonsläktet, och familjen mullbärsväxter. Inga underarter finns listade i Catalogue of Life.